# Listă de biologi
Aceasta este o listă a biologilor importanți. Ea include zoologi, botaniști și biologi de alte specialități.

### A
- Louis Agassiz (1807-1873), zoolog
- Alexander Agassiz, zoolog
- Joel Asaph Allen (1838-1921), păsări, mamifer
- Grigore Antipa (1867-1944), biolog
- Aristotel, (384 î.Hr. –322 î.Hr.), filosof grec
- Peter Artedi, (1705-1735), naturalist suedez

### B
- Churchill Babington (1831-1881), arheolog britanic
- Karl Ernst von Baer (1792-1876), embriolog
- Spencer Fullerton Baird, (1823-1887), păsări și mamifere
- David Baltimore (1938- ), laureat al Premiului Nobel
- Joseph Banks, (1743-1820), biolog, botanist
- Philip Barker Webb, (1793-1854), botanist englez
- John Bartram, (1699-1777), botanist american
- William Bartram, (1739-1823), naturalist american
- Anton de Bary, (1831-1888), chirurg, botanist, microbiolog
- Patrick Bateson, biolog
- Gaspard Bauhin, biolog
- Mihai C. Băcescu  (1908-1999), zoolog, oceanolog, muzeolog, membru titular al Academei Române din anul 1990
- Petre Mihai Bănănescu  (născut în 1921, zoolog, biogeograf, membru titular al Academiei Române din anul 2000
- Charles Emerson Beecher (1856-1904), paleontolog al nevertebratelor
- Charles William Beebe, (1877-1962), biolog
- George Bentham, (1800-1884), botanist englez
- Günter Blobel, laureat al Premiului Nobel pentru biologie
- Robert Brown (botanist), (1773-1858)
- Stephen L. Buchmann, co-autor al Polenizatorilor  uitați
- Georges-Louis Leclerc de Buffon (1707-1788) naturalist francez
- Luther Burbank, (1849-1926), horticultor american
- Aurelia Brezeanu, (nascuta in 1940), specialist in biologie vegetala, roman

### C
- Rachel Carson, (1907-1964), biolog, autoarea cărții Izvorul tăcut (Silent Spring)
- Elena Chiriac parazitolog, autoare in cadrul volumului II Plathelminthes al Faunei României a fasciculelor: 1 clasa Monogenoidea si 4 clasa Trematoda.
- Min Chueh Chang, biolog
- Frank Michler Chapman (1864-1945), ornitolog
- Stanley Cohen, biolog
- Radu Codreanu (1904-1987) bolog, citolog, membru titular al Academiei Române din 1974
- Edward Drinker Cope (1840-1897), pești, reptile, paleontologie
- Jacques Cousteau, biolog marin și explorator francez
- Francis Crick, (născut în 1916), ADN om de știință
- Georges Cuvier, (1769-1832), naturalist francez

### D
- Anders Dahl, (1751-1789), Dalia îi poartă numele
- Charles Darwin, (1809-1882), co-descoperitor britanic al evoluției
- Erasmus Darwin (1731-1802), medic, naturalist, bunicul lui Charles Darwin
- Richard Dawkins, (născut în 1941), biolog evoluționist britanic
- Max Delbrück, biolog german
- Theodosius Dobzhansky, (1900-1975), biolog
- Jonas C. Dryander, (1748-1810), botanist suedez
- Renato Dulbecco, biolog
- Robin Dunbar, biolog

### E
- Sylvia Earle, biolog
- Christian Gottfried Ehrenberg, (1795-1876), biolog german
- Paul Ehrlich, (1854-1915), imunolog german laureat al Premiului Nobel
- Johann Friedrich von Eschscholtz, biolog și explorator german din Estonia, macul de California (Eschscholtzia) poartă numele său

### F
- Ronald Fisher, (1890-1962), biolog și statistician britanic, unul dintre fondatorii geneticii populațiilor
- Alexander Fleming, (1881-1955), om de știință britanic, descoperiri în domeniul medicinii
- Howard Florey, co-inventator al penicilinei
- E.B. Ford (1901-1988) genetician ecologist britanic
- Dian Fossey, (1932-1985), zoolog
- Elias Magnus Fries, (1794-1878), (unul dintre fondatorii taxonomiei ciupercilor)
- Rosalind Franklin, (1920-1958), contribuții la descoperirea structurii ADN

### G
- Charles Frédéric Girard, (1822-1895), biolog, ihtiolog francez
- Johann Wolfgang von Goethe, (1749-1832), biolog în timpul liber
- Jane Goodall, (născut în 1934), zoolog american
- Philip Henry Gosse, (1810-1888), naturalist englez
- Stephen Jay Gould, (1941-2002), paleontolog american
- John Graham
- Asa Gray, (1810-1888), botanist american
- J.E. Gray, (1800-1875), zoolog britanic
- Pavel Groselj, (1883-1940), biolog și beletrist.

### H
- Ernst Haeckel (1834-1919), medic german
- Hermann August Hagen (1817-1893), entomolog german
- John Burdon Sanderson Haldane (1892-1964), biolog
- Christoher A. Hall
- William Donald Hamilton (1936-2000), biolog britanic
- Frederik Hasselquist (1722-1752), naturalist suedez
- Willi Hennig (1913-1976) biolog german
- Robert Hooke (1635-1703), savant britanic
- Sarah Blaffer Hrdy biolog
- Alexander von Humboldt, (1769-1859), naturalist german
- Thomas Henry Huxley (1825-1895), om de știință britanic
- Alpheus Hyatt (1838-1902), neo-Lamarckian american
- Libbie Hyman (1888-1969), zoolog

### I
- Mihail Andrei Ionescu  (1900-1988) entomolog, membru corespondent al Academiei Române din anul 1955

### J
- François Jacob, (1920- ), biolog francez, laureat al Premiului Nobel
- Wilhelm Johannsen, (1857-1927), (a introdus termenul genă)
- David Starr Jordan (1851-1931), ihtiolog, primul președinte al Universității Stanford
- Antoine Laurent de Jussieu, (1748-1836), botanist, biolog
- Ernest Everett Just, biolog

### K
- Pehr Kalm, (1716-1779), botanist suedez
- Motoderu Kamo, a cultivat kimjongilia
- Calvin Henry Kauffman, botanist și micolog american (1869-1931)
- Stuart Kauffman, biolog, fizician și astronom american (n. 1939)
- Motoo Kimura, biolog
- Karl Koch (botanist), (1809-1879), botanist german
- Robert Koch, (1843-1910), medic și bacteriolog german, laureat al Premiului Nobel
- Arthur Kornberg, a descoperit polimeraza ADN

### L
- Friedrich Loeffler, biolog german
- Jean-Baptiste Lamarck (1744-1829), a introdus termenul biologie
- William Elford Leach (1790-1836) zoolog și biolog marin britanic
- Joseph Le Conte, (1823-1901), fiziolog
- Antoni van Leeuwenhoek (1632-1723), a perfecționat microscopul
- Joseph Leidy (1823-1891), paleontolog american
- Charles Alexander Lesueur, biolog
- Andy Z. Lehrer (1930-2014), entomolog român
- Richard Lewontin, biolog
- Aristid Lindenmayer, biolog
- Carolus Linnaeus (Carl Linné)
- Konrad Lorenz (1903-1989), fondator austriac al etologiei
- James Lovelock (născut în 1919), biolog
- A. S. Loukashkin, biolog
- Salvador Luria, microbiolog
- Trofim Lysenko (1898-1976), biolog și agronom sovietic

### M
- Eugen Macovschi  (1906-1985) biochimist, biolog, membru titular al Academiei Române din anul 1948
- Marcello Malpighi, biolog
- Lynn Margulis, biolog
- Othniel Charles Marsh, (1831-1899), paleontolog
- William Diller Matthew (1871-1930)
- Ernst Mayr (1904- ) biolog evoluționist
- Maud Leonora Menten, biolog
- John C. Merriam, biolog
- August Karl Arnold Michaelis
- Leonor Michaelis, biolog
- Rita Levi-Montalcini, biolog
- Ernst Mayr, (născut în 1904), biolog, născut în Germania, majoritatea muncii și-a desfășurat-o în Statele Unite ale Americii
- Barbara McClintock, (1902-1992), biolog
- Gregor Mendel, descoperitor al eredității
- Ivan Vladimirovici Miciurin, agronm rus, cercetări asupra selecției plantelor,interpretat fals sub regimul sovietic
- Luc Montaigner descoperitor francez al HIV
- Thomas H. Morgan, biolog
- Roger Morse, profesor, cercetător, autor, în domeniul albinelor/creșterii albinelor
- Desmond Morris, (născut în 1928), biolog britanic
- Kary Mullis, (născut în 1944), biolog

### N
- Gary Paul Nabhan, co-autor al Polenizatorilor uitați
- John Needham, biolog

### O
- Henry Fairfield Osborn (1857-1935), igienolog, paleontolog
- Richard Owen, (1804-1892), biolog

### P
- George Emil Palade, n. 1912 Premiul Nobel în 1974
- Paracelsus, (1493-1541), alchimist german
- Dr. Daniel Pauly, biolog
- Louis Pasteur, (1822-1895), biochimist francez
- Christian Hendrik Persoon, (1761-1836), biolog
- Charles Pickering (naturalist), (1805-1878), naturalist american
- Gregory Goodwin Pincus, biolog

### R
- C. S. Rafinesque, (1783-1840), zoolog, a descris numeroase specii din America de Nord
- Răvăruț M botanist, prof. dr. doc.
- Francesco Redi, biolog
- Martin Rodbell, biolog
- Alfred Romer, (1894-1973), specialist în paleontologia vertebratelor
- Robert Rosen, (1934-1998), biolog teoretician
- Harald Rosenthal, hidrobiolog

### S
- Charlest Schuchert, paleontolog
- Theodor Schwann, (1810-1882), fiziolog german
- Matthias Jakob Schleiden, (1804-1881), co-fondator german al teoriei celulare
- Giovanni Antonio Scopoli, (1723-1788), naturalist italo-austriac.
- George Shaw, (1751-1813), botanist și zoolog englez
- Rupert Sheldrake, (născut în 1942), biolog
- Rolf Singer, (1906-1994), micolog de origine germană
- John Maynard Smith, biolog
- Daniel Solander, (1733-1782), botanist suedez
- Lazzaro Spallanzani, (1729-1799), biolog
- Anders Sparman, (1748-1859), naturalist german
- Roger W. Sperry, (1913-1994), biolog
- Georg Wilhelm Steller , (1709-1746), ornitolog rus
- Nettie Stevens, biolog
- Alexandru Stuart, (1842-1917), biolog, muzeograf și funcționar public basarabean
- Jan Swammerdam, (1637-1680), entomolog

### T
- Patricia A. Tomlinson, biolog
- John Torrey, (1796-1873), botanist american
- Robert Trivers, biolog evoluționist
- Turenschi E., botanist, prof. dr.
- Ruth Turner, biolog
- Theophrastus, biolog
- Johannes Thiele, (1860-1935), zoolog german
- Carl Peter Thunberg, (1743-1828), naturalist suedez

### Ț
- Ion Țuculescu, (1910-1962),  pictor, medic si biolog, autor în domeniul biologiei a lucrării „Biodinamica lacului Techirghiol“ apărută în Editura Academiei 1965

### V
- Francisco Varela, (1946-2001) biolog chilian
- Craig Venter, biolog
- Rudolf Virchow, (1821-1902), biolog german
- Dimitrie Voinov, (1867-1951) zoolog, histolog, citolog, membru titular al Academiei Române din anul (1927)
- Sorin Victor Vernescu (1954 - 2006), biolog

### W
- James D. Watson, (născut în 1928), laureat al Premiului Nobel pentru biologie, co-descoperitor al structurii moleculei de ADN
- Alfred Russel Wallace, (1823-1913), naturalist și biolog britanic, co-descoperitor, alături de Charles Darwin, al teoriei evoluției
- August Weismann, (1834-1914), biolog german
- Alexander Wilson, (1766-1813), ornitolog american de origine scoțiană
- Edward O. Wilson, biolog
- Carl Woese, biolog
- Sewall Wright, (1889-1988), biolog

### X
John Xantus de Vesey (1825-1894),

### Z
- Floyd Zaiger, (1926 - ), genetica fructelor